# Barsac (Drôme)
Pour les articles homonymes, voir Barsac.
Barsac est une commune française située dans le département de la Drôme, en région Auvergne-Rhône-Alpes.

## Géographie

### Localisation
Barsac est située au sud-ouest de Die dans la partie centrale du département de la Drôme. La commune est rattachée à la communauté de communes du Diois.

### Géologie et relief
Sites particuliers :
- But de l'Aiglette (1 006 m)
- Col de Bagnie
- Col de Beaufayn
- Combe des Mas
- Combe Noire
- Grand Ranc
- le Petit Ranc
- Montagne de Gavet (1 244 m)
- Pas de l'Aiguille
- Pas de la Trappe
- Pas de Tripet
- Pas Lovas
- Serre de l'Âne (907 m)
- Serre Long (410 m)

### Hydrographie
La commune est arrosée par les cours d'eau suivants :
- la Drôme
- Ravin de la Lauze
- Ruisseau de Frédéret
- Ruisseau de Pas Lovas
- Ruisseau des Baratières
- Ruisseau du Labeau
- Ruisseau du Soulier
- Ruisseau Viopis

### Climat
Pour des articles plus généraux, voir Climat d'Auvergne-Rhône-Alpes et Climat de la Drôme.
En 2010, le climat de la commune est de type climat méditerranéen altéré, selon une étude du CNRS s'appuyant sur une série de données couvrant la période 1971-2000. En 2020, Météo-France publie une typologie des climats de la France métropolitaine dans laquelle la commune est exposée à un climat de montagne ou de marges de montagne et est dans la région climatique  Alpes du sud, caractérisée par une pluviométrie annuelle de 850 à 1 000 mm, minimale en été. 
Pour la période 1971-2000, la température annuelle moyenne est de 11,8 °C, avec une amplitude thermique annuelle de 17,3 °C. Le cumul annuel moyen de précipitations est de 994 mm, avec 8,4 jours de précipitations en janvier et 5,2 jours en juillet. Pour la période 1991-2020, la température moyenne annuelle observée sur la station météorologique de Météo-France la plus proche, sur la commune de Die à 7 km à vol d'oiseau, est de 11,9 °C et le cumul annuel moyen de précipitations est de 939,1 mm,. Pour l'avenir, les paramètres climatiques de la commune estimés pour 2050 selon différents scénarios d'émission de gaz à effet de serre sont consultables sur un site dédié publié par Météo-France en novembre 2022.

## Urbanisme

### Typologie
Au 1er janvier 2024, Barsac est catégorisée commune rurale à habitat dispersé, selon la nouvelle grille communale de densité à 7 niveaux définie par l'Insee en 2022.
Elle est située hors unité urbaine. Par ailleurs la commune fait partie de l'aire d'attraction de Die, dont elle est une commune de la couronne,. Cette aire, qui regroupe 27 communes, est catégorisée dans les aires de moins de 50 000 habitants,.

### Occupation des sols
L'occupation des sols de la commune, telle qu'elle ressort de la base de données européenne d’occupation biophysique des sols Corine Land Cover (CLC), est marquée par l'importance des forêts et milieux semi-naturels (80 % en 2018), en augmentation par rapport à 1990 (73,1 %). La répartition détaillée en 2018 est la suivante : forêts (43,5 %), milieux à végétation arbustive et/ou herbacée (22,1 %), prairies (14,8 %), espaces ouverts, sans ou avec peu de végétation (14,5 %), cultures permanentes (5,2 %). L'évolution de l’occupation des sols de la commune et de ses infrastructures peut être observée sur les différentes représentations cartographiques du territoire : la carte de Cassini (XVIIIe siècle), la carte d'état-major (1820-1866) et les cartes ou photos aériennes de l'IGN pour la période actuelle (1950 à aujourd'hui).

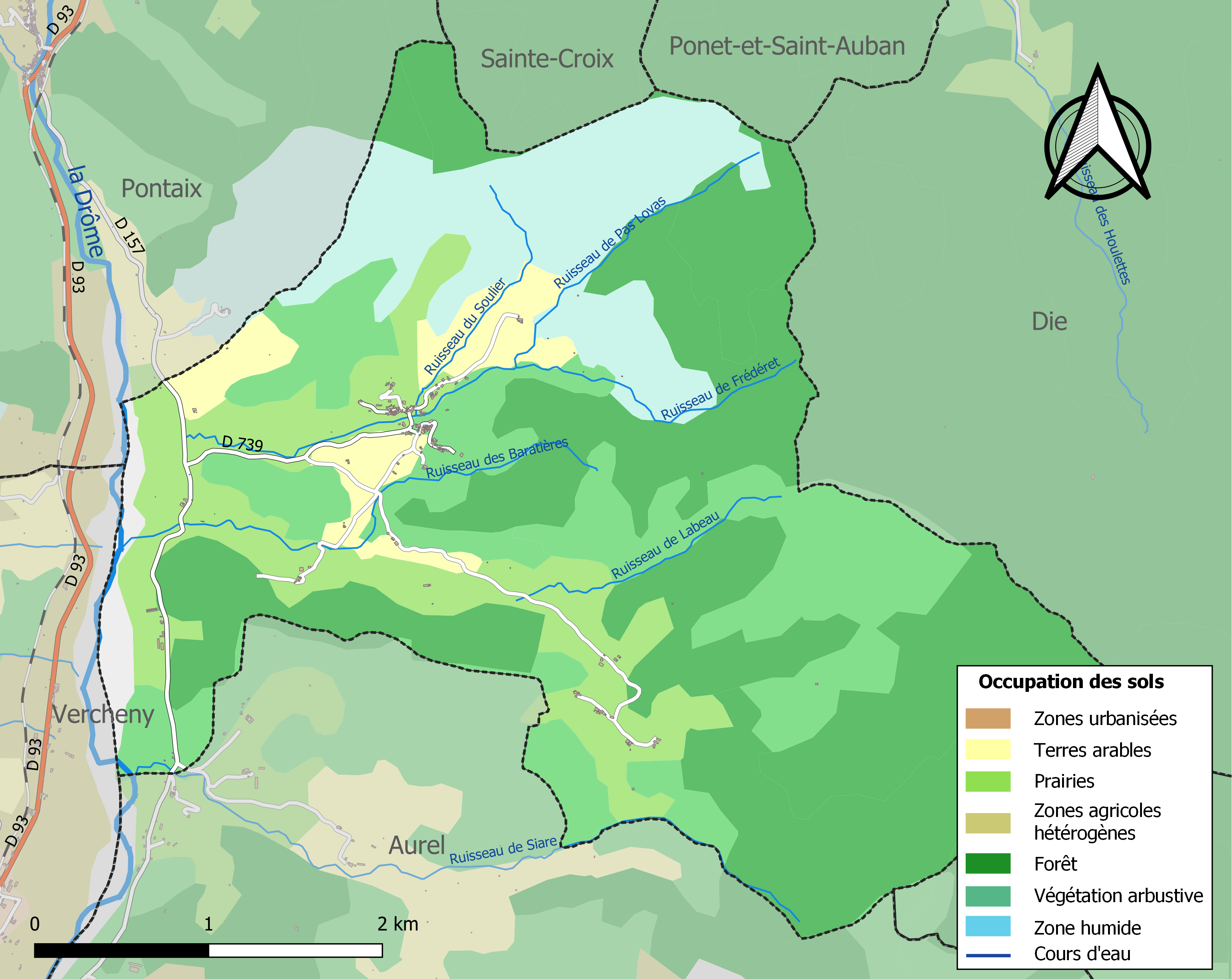
Carte des infrastructures et de l'occupation des sols de la commune en 2018 (CLC).

### Lieux-dits, hameaux et écarts
Site Géoportail (carte IGN) :
- Clot d'Aurel
- Combau
- Fayolle
- Forêt Domaniale de l'Aup
- Fumey
- Guigouret
- la Gironde
- la Pare
- la Pierre du Roux
- la Touche
- le Blénar
- le Château
- le Clos
- le Frais le Four
- le Grand Viopis
- le Grillon
- le Petit Viopis
- les Baratières
- les Belles
- les Bruneaux
- les Combes
- les Mareyches
- les Meyries
- les Miofonds
- le Soulier
- les Ramières
- les Roseaux
- les Roux
- le Toul
- l'Hôpital
- l'Ubac
- Magor
- Maison Forestière du Grand Viopis
- Malatra
- Planat et Bourelle
- Rivier
- Roseyas

### Voies de communication et transports
La commune est desservie par les routes départementales D 157, D 739 et D 750.

## Toponymie
La commune se nomme Barret en occitan[réf. nécessaire].

### Attestations
Dictionnaire topographique du département de la Drôme.
- XIIIe siècle : Barzacs (censier de l'évêché de Die).
- 1509 : mention de l'église Notre-Dame : ecclesia Beate Marie de Barsaco (visites épiscopales).
- 1578 : Barzac (inventaire de Sainte-Croix).
- 1626 : Barssat (rôle de tailles).
- 1788 : Balsac et Le Barsac (Alman. du Dauphiné).
- 1891 : Barsac, commune du canton de Die.

### Étymologie
Ce toponyme dériverait de l'anthroponyme germanique Bertus, avec le suffixé de lieu -acum. Il serait donc lié à l'existence d'un domaine rural.

## Histoire

### Antiquité: les Gallo-romains
Une borne milliaire (christianisée par la suite) (voir aussi la liste des bornes milliaires de France protégées aux monuments historiques, section Bornes classées au titre d'objet mobilier).
Elle indique que la commune était traversée par une voie romaine. Christianisée depuis, elle est aujourd'hui placée sur le trottoir extérieur de la place de l'église, où elle sert de socle à une vieille croix de fer[réf. nécessaire].

### Du Moyen Âge à la Révolution
Au point de vue féodal, Barsac faisait partie de la seigneurie et mandement de Quint.
Présence d'un prieuré clunisien.
Avant 1790, Barsac était une paroisse de la communauté de Pontaix, diocèse de Die, dont l'église, sous le vocable de Notre-Dame, dépendait du commandeur de Sainte-Croix, qui présentait à la cure et percevait la dîme.

### De la Révolution à nos jours
En 1790, Barsac devient une commune du canton de Pontaix, mais la réorganisation de l'an VIII (1799-1800) la fait entrer dans celui de Die.

## Politique et administration

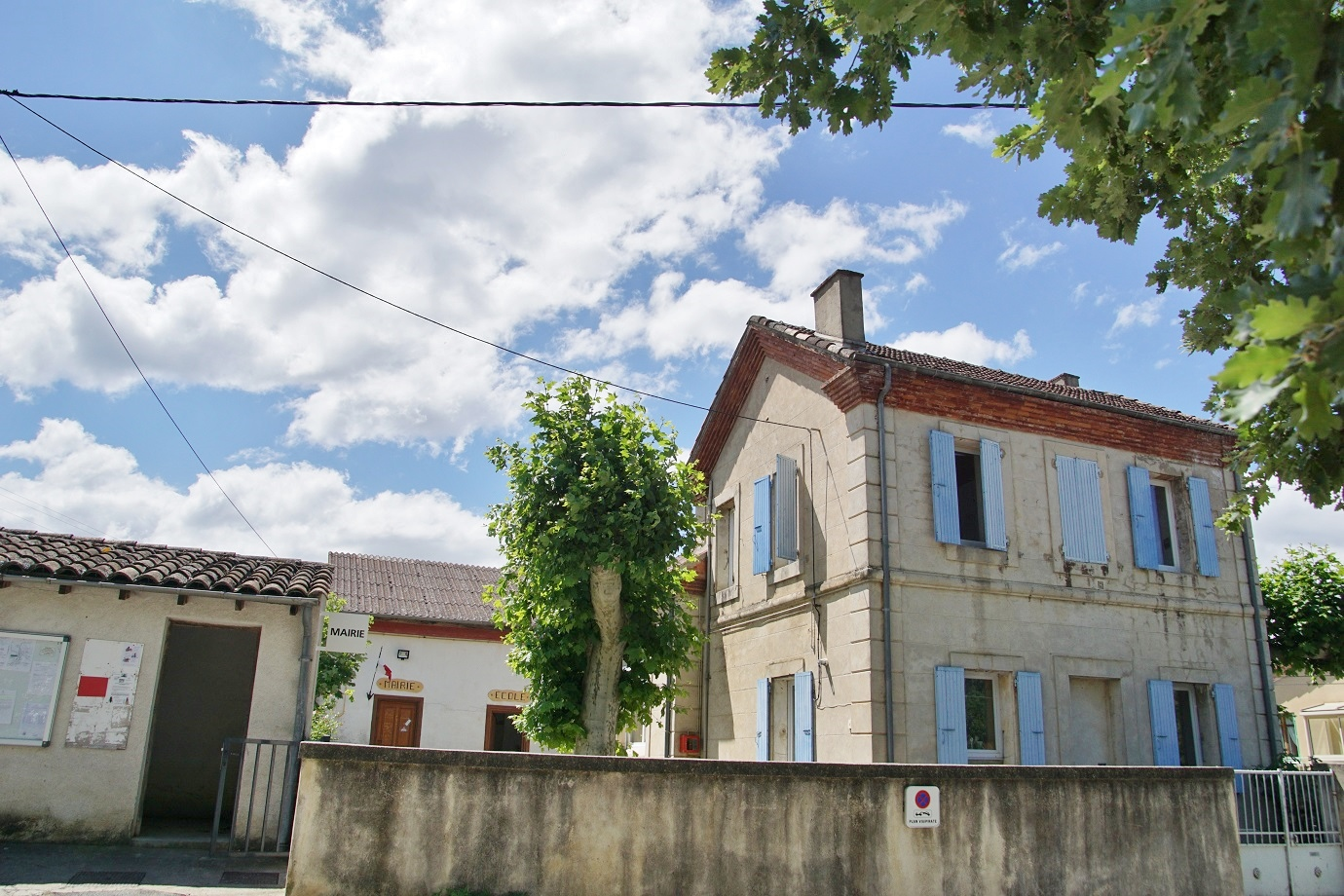
Mairie de Barsac.

### Liste des maires
| Période                                  | Période                     | Identité          | Étiquette        | Qualité                            |
| ---------------------------------------- | --------------------------- | ----------------- | ---------------- | ---------------------------------- |
| Les données manquantes sont à compléter. |                             |                   |                  |                                    |
| 2001                                     | 2014                        | Guy Decorse,      |                  | Vigneron, viticulteur              |
| 2014                                     | 25 mai 2020                 | Noak Carrau       | (sans étiquette) | journaliste                        |
| 25 mai 2020                              | En cours (au 25 avril 2022) | François Gautier, |                  | Entrepreneur né le 19 juillet 1956 |

## Population et société

### Démographie
L'évolution du nombre d'habitants est connue à travers les recensements de la population effectués dans la commune depuis 1793. Pour les communes de moins de 10 000 habitants, une enquête de recensement portant sur toute la population est réalisée tous les cinq ans, les populations de référence des années intermédiaires étant quant à elles estimées par interpolation ou extrapolation. Pour la commune, le premier recensement exhaustif entrant dans le cadre du nouveau dispositif a été réalisé en 2006.

En 2022, la commune comptait 152 habitants, en évolution de +9,35 % par rapport à 2016 (Drôme : +2,64 %, France hors Mayotte : +2,11 %).
| 1793 | 1800 | 1806 | 1821 | 1831 | 1836 | 1841 | 1846 | 1851 |
| ---- | ---- | ---- | ---- | ---- | ---- | ---- | ---- | ---- |
| 184  | 75   | 131  | 168  | 190  | 185  | 189  | 179  | 183  |

| 1856 | 1861 | 1866 | 1872 | 1876 | 1881 | 1886 | 1891 | 1896 |
| ---- | ---- | ---- | ---- | ---- | ---- | ---- | ---- | ---- |
| 177  | 171  | 176  | 172  | 170  | 140  | 142  | 129  | 126  |

| 1901 | 1906 | 1911 | 1921 | 1926 | 1931 | 1936 | 1946 | 1954 |
| ---- | ---- | ---- | ---- | ---- | ---- | ---- | ---- | ---- |
| 133  | 148  | 150  | 135  | 182  | 185  | 170  | 148  | 136  |

| 1962 | 1968 | 1975 | 1982 | 1990 | 1999 | 2006 | 2011 | 2016 |
| ---- | ---- | ---- | ---- | ---- | ---- | ---- | ---- | ---- |
| 133  | 135  | 133  | 111  | 116  | 141  | 163  | 155  | 139  |

| 2021 | 2022 | - | - | - | - | - | - | - |
| ---- | ---- | - | - | - | - | - | - | - |
| 148  | 152  | - | - | - | - | - | - | - |

### Enseignement
La commune relève de l'académie de Grenoble.

### Médias
Le territoire de la commune se situe dans l'aire de diffusion de plusieurs médias :
- Presse écrite
  - Le Dauphiné libéré, quotidien régional qui consacre, chaque jour, y compris le dimanche, dans son édition de « La vallée de la Drôme » un ou plusieurs articles à l'actualité du canton et de la commune, ainsi que des informations sur les éventuelles manifestations locales, les travaux routiers, et autres événements divers à caractère local.
  - L'Agriculture Drômoise, journal d'informations agricoles et rurales, couvre l'ensemble du département de la Drôme.
  - Drôme Hebdo (ancien Peuple Libre), hebdomadaire chrétien d'informations.
  - Journal du Diois et de la Drôme.
- Presse audio-visuelle
  - France Bleu est une radio publique diffusée sur son territoire.

### Cultes
L'église et la communauté catholique de Barsac sont rattachées à la paroisse Saint-Marcel en Diois, laquele couvre 37 communes et dépend du Diocèse de Valence.

### Manifestations culturelles et festivités
- Fête communale : dimanche après le 14 juillet[15].

### Loisirs
- Randonnées : vallée de la Drôme, forêt de Viopis[15].

## Économie
En 1992 : vignes (vins AOC Clairette de Die), ovins.

## Culture locale et patrimoine

### Lieux et monuments

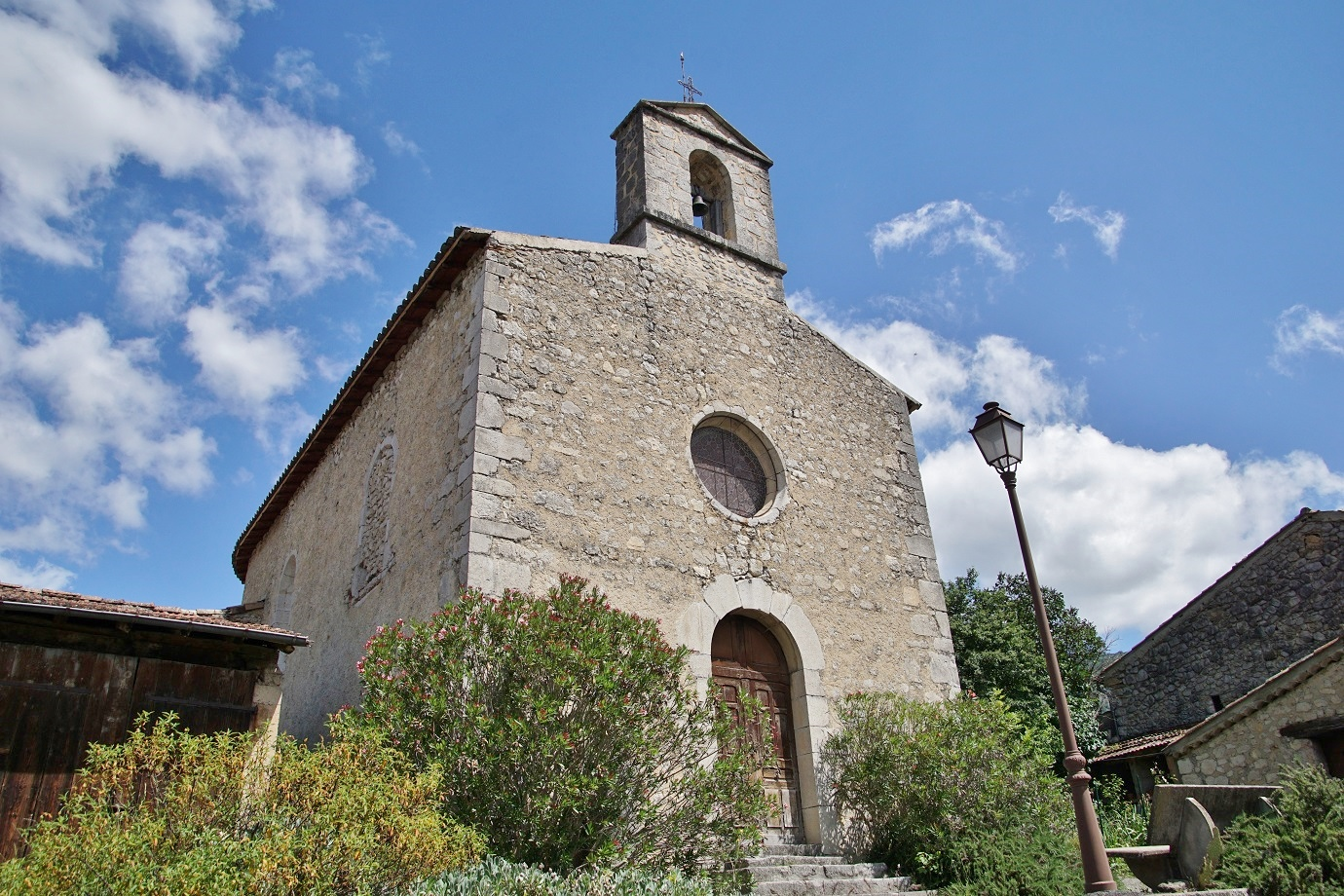
Église Sainte-Anne.

- Borne milliaire d'époque gallo-romaine remployée comme socle à une croix en fer très simple.  Sur le trottoir extérieur de la Place de l'Eglise. Cette borne  est classée au titre objet mobilier depuis le 17 février 1950. Elle porte la référence PM 26000009 dans la Base Palissy.
- Unité des vieilles maisons[15].
- Petite église rustique à clocheton[15].
- Temple protestant[15].
- Château, bâtiment d'époque moderne[réf. nécessaire].

### Héraldique, logotype et devise
|  | Barsac (Drôme) possède des armoiries dont l'origine et le blasonnement exact ne sont pas disponibles. |

## Pour approfondir